# Carl Ferdinand Langhans

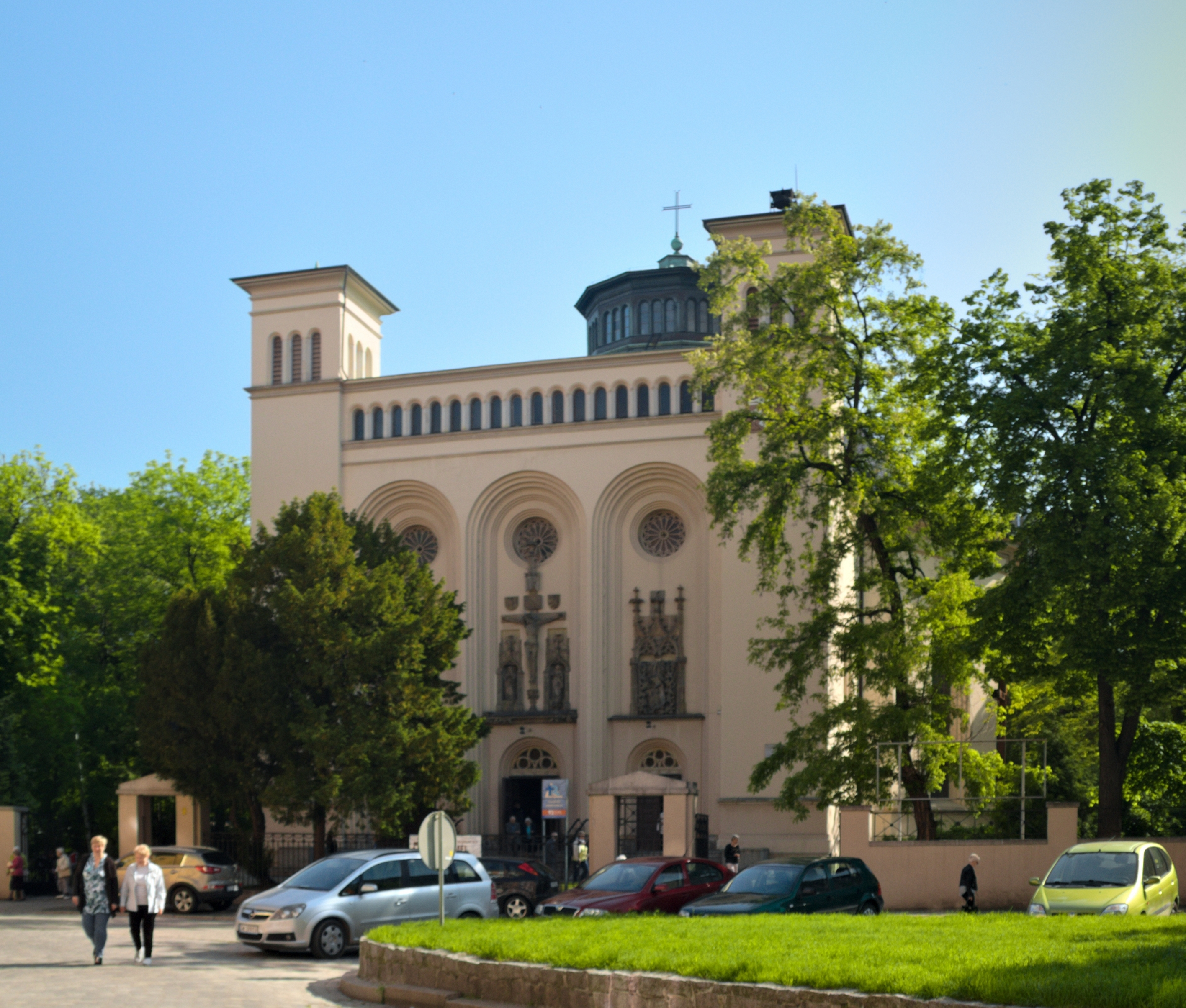
Chiesa di san Giuseppe protettore a Breslavia, luogo do nascita di Langhans, costruita dall'architetto sul sito di una chiesa medievale. Fino al 1946 era nota come Chiesa di sant'Ursula e delle undicimila vergini.

Carl Ferdinand Langhans (Breslavia, 14 gennaio 1782 – Berlino, 22 novembre 1869) è stato un architetto tedesco particolarmente specializzato nell'architettura dei teatri.

## Biografia
Nato nella provincia della Slesia, era figlio dell'architetto Carl Gotthard Langhans.
Progettò teatri d'opera a Berlino e a Lipsia, teatri a Breslavia e Legnica e a Berlino il palazzo (Altes Palais) di Guglielmo I. Viene ricordato per il suo innovativo pleorama.
Langhans morì a Berlino e la sua tomba si trova nel cimitero protestante Friedhof III der Jerusalems- und Neuen Kirchengemeinde (cimitero n. III della congregazione della Chiesa di Gerusalemme e Deutscher Dom) a Kreuzberg a sud di Hallesches Tor.